# Emil Sjögren
Johan Gustaf Emil Sjögren, född 16 juni 1853 i Stockholm, död 1 mars 1918 i Knivsta, var en svensk organist, tonsättare och pianist.

## Biografi
Sjögren studerade vid Musikkonservatoriet i Stockholm 1869–1874, och 1879–1880 för Friedrich Kiel och August Haupt i Berlin. Han var 1880–1884 organist vid Franska reformerta kyrkan i Stockholm. Åren 1886–1888 arbetade han som musikpedagog vid Richard Anderssons musikskola i Stockholm. År 1891 blev han organist i S:t Johannes kyrka i Stockholm, och verkade där till sin död. Han invaldes som ledamot nr 484 av Kungliga Musikaliska Akademien den 30 januari 1892. Sjögren var bosatt i Knivsta från 1910. Han jordfästes i ovannämnda kyrka 1918 av ärkebiskop Nathan Söderblom och är begravd på Norra begravningsplatsen.
Sjögren sågs länge som mycket radikal av sin svenska samtid, men han vann en allt större publik. Mot slutet av 1890-talet betraktades han av många som landets främste tonsättare, och även internationellt blev han vid den tiden och ett antal år framåt den mest kände representanten för svensk musik. Särskilt anmärkningsvärd är hans karriär i Paris, där han och hustrun Berta bodde under perioder från 1901 till 1914, och där många konserter med enbart hans musik på programmet ordnades. Musiker på högsta internationella nivå, som violinisterna Jacques Thibaud och George Enescu och organisten Alexandre Guilmant, spelade hans verk under denna tid. Hans violinsonater, med nr 2 i e-moll i spetsen, vann stor berömmelse, och den och pianosviten Erotikon hör till de verk av Sjögren som spritts vida omkring.
Sjögren komponerade främst sånger med piano, violinsonater, pianostycken och orgelmusik. Särskilt är hans rika produktion av sånger markant och av hög kvalitet. Sjögren företer en individuellt romantisk typ i sin svärmiska, ofta aningsfullt förtonande lyrik, sin fantasiflykt och sin harmoniföring, som gärna rör sig kromatiskt samt i utvikande modulationer och enharmoniska förväxlingar, varvid han finner nya, fylliga, sällsamt uttrycksfulla och mattskimrande klanger, som avspeglar det andliga innehållet i sångerna. Hans sånger spänner över en mångfald av ämnen; han ägde förmågan att låta sig genomträngas av de mest olika stämningar och tolka dem vackert och karaktärsfullt.
År 2003 bildades Emil Sjögren-sällskapet.

## Verkförteckning
- Brodén, Nils (1919). Förteckning över Emil Sjögrens tryckta kompositioner. Stockholm: Wahlström & Widstrand. Libris 1650211

### Verk för orkester
- Festspel op 28, 1892 (instrumenteringen fullbordad av Axel Bergström)

### Kammarmusik
- Violinsonat nr 1 g-moll op 19, 1886
- Violinsonat nr 2 e-moll op 24, 1889
- 2 Fantasiestücke för violin och piano op 27, 1890
- 2 lyrische Stücke för violin och piano, 1898
- Violinsonat nr 3 g-moll op 32, 1900
- Violinsonat nr 4 h-moll op 47, 1908
- Cellosonat A-dur op 58, 1912
- Violinsonat nr 5 a-moll op 61, 1914

### Verk för piano
- Fest-polonaise, op 5, 4-händigt piano, 1881
- Erotikon, op 10, 1883
- 6 novelletter op 14, 1884
- På vandring op 15, 1884
- Stämningar op 20, 1886
- 8 stycken, 1886
- 4 skizzer op 27, 1890
- Tankar från nu och fordom op 23, 1891
- Lyriska dikter op 31, 1899
- Bilder och utkast utan opusnummer, 1900
- Pianosonat e-moll op 35, 1903
- 2 impromptus, op 36, 1902
- Preludium och fuga d-moll, op 39, 1904
- Pianosonat nr 2 A-dur op 44, 1905
- Thème avec variations C-dur op 48, 1909
- 2 scherzi, op 52, 1911
- 7 variationer över den svenska kungssången op 64, 1915
- Preludium i C-dur, 1892
- Värmlandstoner, 1895–1896
- Två polskor från Delsbo och Dalarne, 1896
- Födelsedagsmarsch, 1916
- Valse-caprice, opus posth, 1917
- Fantasistycke G-dur, 1900
- Sorgmarsch över Gunnar Wennerberg, 1901
- I bröllopstid, 1902
- Serenata, 1902
- Ökenvandring (Heliga tre konungars ökenvandring), 1890
- Två fantasistycken, 1872
- Tre fantasistycken, 1875
- Sorgmarsch i anledning af H. M. enkedrottning Josefinas död, 1876
- Festpolonaise, 1875
- Impromptu i marschform, 1876
- Trebelli-polka, 1877
- Tre fantasistycken, 1877
- Tre fantasistycken, 1877-78
- Albumblad, 1882
- Fire Klaverstykker over motivet B H (tillsammans med P E Lange-Müller), 1884
- Polka-caprice, 1887
- En liten lördagseftermiddagsundring, 1888
- Nenia till minne av Anna Klemming, 1889
- Marche nuptiale, Prélude pathétique et Intermezzo, Prélude funèbre, op 33, 1901
- Élégie sur le motif E-b-b-a, op 41, 1904;
- Le pays lointain, op 41, 1905
- Humoreske, op 41, 1905
- La Tourterelle, op 41, 1905
- Marsch, 1905
- Ernst Josephson in memoriam, 1907
- Holger Drachmanns sista färd till Skagens klitter, 1908
- Pièces d'entr'acte (Sérénade, Marche militaire, Élégie), op 56;
- Vid Valloxens strand, 1908–10
- Scherzo-fantaisie, 1910, op 52,
- Scherzo, op 52, 1911
- G. Magnusson in memoriam, 1914

### Orgelverk
- Preludium och fuga g-moll, op 4, 1880
- Legender: religiösa stämningar, op 46 (24 stycken i olika tonarter), 1907
- Prélude et fugue a-moll op 49, 1909
- Preludium och fuga C-dur, op. posth.

### Körverk
- Bacchanal för solister, kör och orkester op 7 (Theodor Souchay - Harald Molander), 1887
- Islandsfärd, op 18, (Holger Drachmann) för manskör och orkester, 1887
- Kantat vid invigningen av Sankt Johannes kyrka (Carl David af Wirsén) för blandad kör och piano op 26, 1890
- Julsång för alt, kör och orgel, 1891
- Kantat vid minnesfesten öfver Berzelius (Gustaf Retzius), 1898
- 6 hymner och psalmer för solister, kör och orgel, 1909
- Zecherlied (Theodor Souchay) för manskör solister och ork, op 60, 1911

### Sånger
C:a 200 sånger.
- Holder du af mig (Bjørnstjerne Bjørnson), 1873
- Det første Mødes Sødme (Bjørnstjerne Bjørnson), 1873
- Rosenknoppen (H.C. Andersen), 1874
- Der arme Peter (Heinrich Heine), 1875
  - Der Hans und die Grete tanzen herum
  - In meiner Brust da sitzt ein Weh
  - Der arme Peter wankt vorbei
- Det døende Børn (H.C. Andersen), 1876
- Jag beder dig ej om rosen på ditt bröst (Vilhelm Bergsøe), 1876
- I de sidste Öieblikke (anonym), 1876
- Tag emod Kransen (Bjørnstjerne Bjørnson), 1876
- Fyra dikter av Ibsen och Bjørnson op 1, 1876
  - 1. Agnes (Henrik Ibsen)
  - 2. Jeg giver mit Digt til Vaaren (Bjørnstjerne Bjørnson)
  - 3. Det første Møde Sødme (Bjørnstjerne Bjørnson)
  - 4. Dulgt Kjærlighed (Bjørnstjerne Bjørnson)
- Tre sånger för basröst op 2, 1877
  - Bergmanden (Henrik Ibsen)
  - Romans (Hugo Montgomery-Cederhielm)
  - Serenad (Lord Byron)
- Alt farer hen som Vinden (H.C. Andersen), 1877
- Den eviga sommaren (Zacharias Topelius), 1878
- Kom tillbaka (Bernhard Elis Malmström), 1879
- Bryllopsvise (Bjørnstjerne Bjørnson), 1879
- Aftonstjernan (Henry Wadsworth Longfellow), 1879
- Sju sånger ur Holger Drachmanns Tannhäuser, op 3, 1880
  - 1. Saa sød var Sommernattens Blund
  - 2. Hvil over Verden, Du dybe Fred
  - 3. Du sidder i Baaden, som svømmer
  - 4. Og jeg vil drage fra Sydens blommer
  - 5. Jeg ser for mit øje
  - 6. Vidt kredsed Du, min vilde Fugl
  - 7. Sover Du min Sjæl?
- Sju spanska sånger op 6, 1881
  - 1. Klinge, klinge mein Pandero (Emanuel Geibel efter Álvaro Fernández de Almeida)
  - 2. Murmelndes Lüftchen (Paul Heyse)
  - 3. In dem Schatten meiner Locken (Paul Heyse efter anon.)
  - 4. Am Ufer des Flusses, des Manzanares (Emanuel Geibel)
  - 5. Händlein so linde (Emanuel Geibel)
  - 6. Und schläfst du, mein Mädchen (Emanuel Geibe efter Gil Vicente)
  - 7. Dereinst, Gedanke mein (Emanuel Geibel efter Cristóbal de Castillejo)
- Slavens dröm (The slave's dream) (Henry Wadsworth Longfellow) op 8, 1883
- Contrabandieren op 9, 1883
- Vug, o vove (Holger Drachmann), 1883
- Fyra dikter av Ernst von der Recke op 11, 1884
  - I Vaaren knoppes en Lind saa grøn
  - De røde Roser i Lunden staae
  - Der driver en Dug over Spangebro
  - Og kan min Hu du ej forstaae
- Sechs Lieder aus Julius Wolff's Tannhäuser, op 12, 1884
  - Du schaust mich an mit stummen Fragen
  - Jahrlang möcht' ich so Dich halten
  - Wie soll ich's bergen, wie soll ich's tragen
  - Hab' ein Röslein Dir gebrochen
  - Von meinem Auge wird es klar
  - Ich möchte schweben über Tal und Hügel
- Fyra dikter av Ernst von der Recke op 13, 1884
  - Alt vandrer Maanen sin Vej i Kvæld
  - Mig tyktes, du stod ved mit Leie
  - Jeg sadled min Hest en Morgenstund
  - Alt falder Løvet i Lunden tæt
- Das Mädchen im Raadboot, dalvisa (Oscar Fredric), 1884
- Fortunios visa (Alfred de Musset – Harald Molander), 1885
- Ich ging in der Sommernacht ganz allein (A v d Passer), ms 1885, opus posth, 1951
- Det blef stille i Stuen (Holger Drachmann ur Tannhäuser), ms 1885?
- An Eine op 16, 1886
  - Holde Fraue, allzulange (Friedrich Wilhelm Weber)
  - Weil' auf mir, du dunkles Auge (Nikolaus Lenau)
  - Die Nachtigall (Theodor Storm)
  - Schlummerlied (Josef Winter)
  - Lehn' deine Wang' (Heinrich Heine)
- Ro, ro, ögonsten (Albert Theodor Gellerstedt), 1886
- Så far då väl! (Thomas Moore – Karl Alfred Melin), 1886
- Dikter af J.P. Jacobsen op 22, 1887
  - I Seraljens lustgård (Rosen sänker sitt hufvud)
  - Dröm (Blif, o blif i dina drömmars rike)
  - Alla mina drömmar de glida mot din famn
- O säg du enda kära (Thomas Moore – Karl Alfred Melin), 1887
- Det komma skall en sorgens tid (Thomas Moore – Karl Alfred Melin), 1887
- Dryckesvisa (Theodor Souchay – Harald Molander) [ur Bacchanal för soli, kör och orkester, op 7], 1881
- Ditt milda ögas frid (Klaus Groth – Harald Molander), 1885
- Prinsessen (Bjørnstjerne Bjørnson), 1884
- De vare elleve Svende (Holger Drachmann), 1888
- Ur Sulima (Holger Drachmann), 1888
- Pris-sång: Min tankes tanke (H.C. Andersen), 1889 (version 1)
- Der Vogt von Tenneberg (Joseph Victor von Scheffel), op 25, 1890
- Sommarens sista ros (Thomas Moore – Karl Alfred Melin), 1890
- I drömmen du är mig nära (efter danskan av Tor Hedberg), 1890
- Falks sång (Henrik Ibsen – Harald Molander), 1889
- Den långa dagen (Johan Ludvig Runeberg), 1891
- Det første Møde (Bjørnstjerne Bjørnson), 1889
- Fogden på Tenneberg (Joseph Victor von Scheffel) f baryton och orkester op 25, 1890
- Molnet (Verner von Heidenstam), 1891
- 4 nya sånger, 1892
  - Och inte vill jag sörja (Edvard Fredin)
  - Saa standsed og der den Blodets Strøm (J.P. Jacobsen)
  - O, Du, som allt för mitt hjerta är (visa från Livland – Axel Jäderin)
  - I dödens tysta tempelgårdar (Lord Byron)
- Pagen (J.P. Jacobsen), 1892
- Silkesko over gylden Læst (J.P. Jacobsen), 1892;
- Julens alla vackra klockor ringen! (Daniel Fallström), 1892
- Liten knopp, moders hopp ([A] T Lind), 1893
- Svea (Frithiof Holmgren), 1893
- Serenata (Helena Nyblom), 1894
- Säg om all naturen har sin fägring mist (Valfrid B:son Lind), 1895
- Den afundsvärde (Verner von Heidenstam), 1895
- Solskyar (V B:son Lind), 1895
- Hvem staar der for Borgen? (Holger Drachmann), 1895
- Pris-sång: Min tankes tanke (H.C. Andersen), 1895 (version 2)
- Liten prins i vaggan (Tor Hedberg), 1896
- Lad Vaaren komme, mens den vil (J.P. Jacobsen), 1896
- Fem sånger ur skådespelet Biltog (Edvard Fredin), 1888
- Tre sånger (Malmström, Zacharias Topelius, Henry Wadsworth Longfellow), 1876 o ca 1887–88, 1898
- Hur lätt bli människornas kinder heta (Verner von Heidenstam), 1899
- Balladen om fru Slöje (Birger Mörner), 1899
- Offene Arme und pochende Brust (Julius Wolff), 1899
- Rondeau: Good night! (Thomas Moore), 1899
- Vise konungars tåg (Emmy Köhler), 1899
- Slägtets barndom (Gustaf Retzius) [ur Berzeliuskantaten op 30], 1900
- Skapelsens mystär (Gustaf Retzius) [ur Berzeliuskantaten op 30], , 1901
- Riddar Algotssons visa: Blanche de Namur (August Strindberg), 1901
- Ung Charlie ä' min älskling (skotsk folkvisa), 1901
- Fem Fröding-sånger op 34, 1902
  - Ett drömackord
  - Sådant är lifvet
  - Min hustru
  - Hvem står på lur vid dörr'n?
  - En vårvintervisa
- Panis angelicus, hymn, 1902
- Vårsång (Erik Axel Karlfeldt), 1902
- Din röst (A Widstrand), 1902
- Der Gräfin Fluch (Joseph Victor von Scheffel), 1885, omarb op 37, 1903
- Lilla Anna (Erik Axel Karlfeldt), 1903
- Mio nido (V. Åkerman), 1903
- Fick kärlek följa sitt lopp och skölja (Lord Byron, Gustaf Fröding), 1901
- Tre män satte ut sin båt emot väst (Charles Kingsley – Alvilde Prydz), op 38, 1904;
- Jag drömmer så sällsamma drömmar (Jane Gernandt-Claine: ur Gallionsbilden), ca 1903
- Vår (August Strindberg), 1904
- Hur ljuf den stund (Thomas Moore, Carl Rupert Nyblom), 1897 o 1903, op 43:1
- Provence (Oscar Fredric), 1902, op 43:2
- Orientale (Victor Hugo, Edvard Bäckström), ms o tr 1881, omarb 1905, op 43:3, 1905
- Marie! (Berta Sjögren), 1905
- Se glaset ljusets bana är (August Blanche), 1906
- Böndir skulu kluckara fa, 1906
- Intet är som väntans tider (Erik Axel Karlfeldt), 1906
- Vår Frälsares lof (Saga Elmblad), 1906
- Kärlekssånger op 50 (Jane Gernandt-Claine), 1909
  - Du skulle få vad allra fagrast sänder
  - Giv icke rosor
  - Tänd stjärnor
- Till Sverges [sic] barn. Tolf små visor till ord af Anna Maria Roos m.fl., 1909
  - 1. Vid Kattegatt (Där bodde en katt). Anna Maria Roos, 1900.
  - 2. Två små troll, 1900
  - 3. Visan om Donnie (Donni är en liten hund), 1900
  - 4. På skidor (Vi ila vi glida). Anna Maria Roos, 1901
  - 5. Lillan och pullan (En pulla gick). Anna Maria Roos, 1901
  - 6. Lilla Lasse (Lasse är liten). Anna Maria Roos, 1902
  - 7. Julgranen (Granen står så mörk). Anna Maria Roos, 1902
  - 8. Svenska bygder (Renar gå i tåg). Anna Maria Roos, 1902
  - 9. Hvad gör Puttens pappa? Anna Maria Roos, 1903
  - 10. Svenska gossars sång (Vi äro svenska gossar vi). Esaias Collén, 1905
  - 11. Till sagans land i vinterkväll (Nu sagans ängel). Alfred Smedberg, 1906
  - 12. Vaktparaden (Se på vaktparaden), 1906
- Skogen sover, ängen drömmer (Anna Wahlenberg), op 67, 1909
- Svenska kvinnors medborgarsång (Ellen Kleman), 1909
- Lucia, julvisa för skandinaviska fästen i Paris 1909 (I Pauli), 1908–09
- Salomos afton (Oscar Levertin), 1907
- Ur Fosterjord [1–5] (Edvard Evers), op 57, 1910
- I skogens dunkel är hon gömd (G. Nordenskjöld), 1910
- Svarta rosor och gula op 53 (Ernst Josephson), 1911
- Wenn nur ein Traum och Die geheimnisvolle Flöte op 54, 1911
  - 1. Wenn nur ein Traum das Dasein ist (Hans Bethge efter Léon d'Hervey de Saint-Denys)
  - 2. Die geheimnisvolle Flöte (Hans Bethge efter Li-Tai-Po)
- En gammal spelmans visa (Wentzel Hagelstam), 1910, op 55:1,
- Valsen med sorgens kavaljer (Jane Gernandt-Claine), 1910, op 55:2
- Die Treppe im Mondlicht (Li-tai-po) op 59, 1912
- Där är bal på ängen (J. Burén), 1911
- Julsång (Daniel Fallström), 1912
- Sommaridyll och elegi (Lotten von Kræmer, Birger Mörner), 1913
- Fem dikter av Helena Nyblom op 63, 1914
  - Höst
  - Vår eller vinter
  - Tarantella
  - Huldren synger i Skoven
  - Venezia
- Reiterlied (Georg Herwegh – Sven Nyblom), 1914
- Lille Erik och hästen Blacka (E. Sjögren), 1916
- Min moder op 65 (Zacharias Topelius), 1917
- Till Österland och andra såner op 66, 1917
  - Till Österland (Viktor Rydberg)
  - Mädchen mit dem roten Mündchen (Heinrich Heine)
  - Var du en solig dag (H. Montgomery-Cederhielm)
  - Nästa år, när våren kommer (Daniel Fallström)
- Österhavets dotter (H. Montgomery-Cederhielm), 1917
- Fyra sånger op 68, 1918
  - Bogfinken (Helena Nyblom)
  - Nono San, lilla fru Måne (Lafcadio Hearn – Karin Hirn)
  - Jutta kommer till Folkungarne (Verner von Heidenstam)
  - Mitt fattiga liv (Ellen Lundberg-Nyblom)
- Heliga Anda! Sanningens Anda! (Johan Olof Wallin), sopran, violin och piano/orgel, 1901
- Med Dig vil jeg danse min unge Brud (Helena Nyblom), 1 röst, violin och piano, 1914

### Sånger för flera röster
- O, kom med mig i stjerneglans! (Geibel), 2 röster och piano, 1891
- Som en stråle sitt sken öfver vågorna slår (Thomas Moore, C R Nyblom), ca 1900
- Du väna ros! (T Gelhaar), 3 röster och piano, 1904